# 百慕大奥林匹克协会
百慕大奥林匹克协会（英語：Bermuda Olympic Association，IOC编码：BER）是代表百慕大的国家奥林匹克委员会。百慕大奥林匹克协会成立于1968年，并于同年获得国际奥林匹克委员会的认可。该组织也是泛美体育组织的成员。

## 外部连结
- 官方网站 （英文）